# Титанік: Кров і сталь
Титанік: Кров і сталь (англ. Titanic: Blood and Steel) — дванадцятисерійний телесеріал про будівництво та загибель великого пасажирського лайнера «Титанік». Прем'єра відбулась в Німеччині та Данії 15 квітня і в Італії 22 квітня 2012 р. Частина знімання відбувалась в Сербії, де трансляція розпочалася з 9 вересня 2012-го, в Канаді — з 19 вересня на телеканалі CBC Television. В США він був показаний, як 6 частин з двома епізодами, з 8 по 13 жовтня 2012 р. на Encore (TV channel).

## У ролях
- Кевін Зегерс[en] у ролі доктора Марка Мурі
- Ліам Каннінгем у ролі Джима Ларкіна
- Нів Кемпбелл у ролі Джоани
- Кріс Нот у ролі Джона Пірпонта Моргана
- Дерек Джейкобі в ролі Лорда Піррі
- Алессандра Мастронарді в ролі Софії Сільвестрі
- Біллі Картер у ролі Томаса Ендрюса
- Майкл Мак-Елхеттон в ролі Альберта Хаттона

## Сюжет
В телесеріалі розповідається про життя людей, які створювали «Титанік», про робітників, що будували його на фінанси доктора Марка Мурі, американського інженера — металурга і колишнього ірландського іммігранта, що переконав американського магната Джона Пірпонта Моргана найняти його для найбільшого судноплавного проєкту у світі, будівництва «Титаніка» на верфі «Гарленд енд Вулф». Марк, чиє справжнє ім'я Маркаса Малоне, родом із Белфаста. Тепер із новим ім'ям і особистістю він намагається приховати свою спадщину від своїх роботодавців, оскільки він є католиком і його роботодавці, протестантська еліта, яка правила Белфастом, не люблять католиків. Працюючи там, Марк закохується в Софію Сільвестрі, італійську іммігрантку. Однак, під час будівництва «Титаніка», напруженість зростає між нижчими класами католиків і протестантами багатої еліти. Великі невдачі, зрив будівництва: «Гарленд енд Вулф» бажає зменшити витрати й використовувати дешевші матеріали, робочі хочуть сформувати союз профспілки, рух жінок за виборчі права у Великій Британії, та битва між проірландськими і проюніоністськими групами. Всі спроби впоратися з ними призводять до втечі його в минуле.
Є, однак, деякі неточності в сценарії. Бунти й хвилювання робітників у серії зображуються у зв'язку з безпекою і заробітною платнею; проте, вони були викликані найманцями Гелмана та Фрідмена. «Гарленд енд Вулф», як і більшість роботодавців Північної Ірландії, у той час найняли переважно протестантських робітників. Католики збунтувалися проти цього.
Інша неточність у сценарії полягає в тім, що «Гарленд енд Вулф» надали перевагу дешевій сталі за низьку ціну, щоб зберегти гроші. Наслідком дешевшої неякісної сталі було затоплення корабля і загибель людей. Натомість, було документально доведено, що заклепки кріплення сталевих пластин корабля в цілому були нижчої якості, ніж сталеві пластини корпусу корабля. Заклепки й стали причиною пробоїни в корпусі при ударі корабля об горезвісний айсберг.

## Список епізодів
| #  | Список епізодів                | Дата показу    |
| -- | ------------------------------ | -------------- |
| 1  | «Розділене місто»              | 13 травня 2012 |
| 2  | «Вітражі сталі»                | 20 травня 2012 |
| 3  | «Гарна людина внизу»           | 27 травня 2012 |
| 4  | «Небезпека ткацьких верстатів» | 3 червня 2012  |
| 5  | «Під замком»                   | 10 червня 2012 |
| 6  | «Самозванець»                  | 17 червня 2012 |
| 7  | «Істина зробить вас вільним»   | 24 червня 2012 |
| 8  | «Великі ставки»                | 1 липня 2012   |
| 9  | «Тягар доказів»                | 8 липня 2012   |
| 10 | «Крадій в обладунках»          | 15 липня 2012  |
| 11 | «Чайова точка»                 | 22 липня 2012  |
| 12 | «‘Непотоплюваний’ пливе»       | 29 липня 2012  |

## Реліз Home media
Компанія Lions Gate Entertainment оголосила, що випустить 12-серійний мінісеріал на DVD і Blu-ray Disc 4 грудня 2012 р.